# Второй пилот
Второ́й пило́т в гражданской авиации — специалист на борту воздушного судна со свидетельством пилота, исполняющий функции пилота, но не являющийся командиром воздушного судна (КВС); за исключением лётчиков, находящиеся на борту исключительно с целью подготовки.

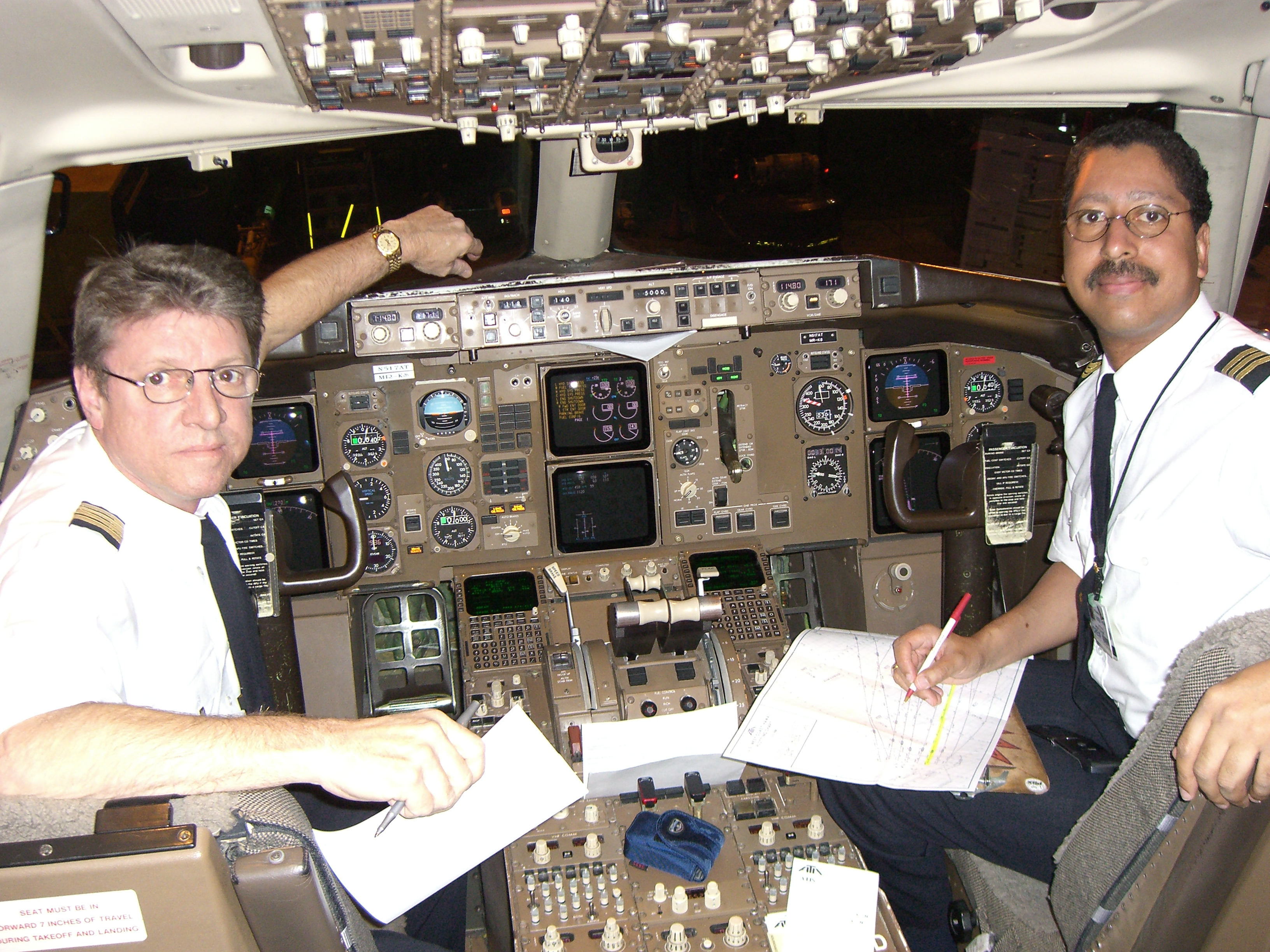
Командир воздушного судна обычно сидит на левом сиденье. Заместителем командира может быть второй пилот или другой командир, и он будет занимать правое место.

## Терминология
В англоязычных странах второй пилот называется first officer.
В государственной авиации эквивалентом второго пилота является «помощник командира экипажа» или «помощник пилота».
На авиационном жаргоне второй пилот называется «права́к», потому что сидит на правом пилотском кресле; на левом сидит командир.

## Подготовка
Подготовка вторых пилотов осуществляется в Высших учебных заведениях: СПб ГУ ГА и УИ ГА. Период обучения составляет 5.5 лет (специалитет). В СССР период такой подготовки составлял около 10 лет; после распада СССР, в связи с дефицитом кадров, период подготовки вторых пилотов в Летных училищах сокращён до 3—4 лет.

## Знаки различия
Воздушный флот появился в СССР 9 февраля 1923 года, когда Совет Труда и Обороны СССР принял постановление «Об организации Совета по гражданской авиации». В задачи воздушного флота входила перевозка пассажиров, путешествующих по личным или служебным делам, а также почты и разного рода грузов. Спустя 9 лет был утверждён специальный флаг Гражданской авиации (ГА) СССР и введена форменная одежда со знаками различия работников.
В дальнейшем форменная одежда претерпела множество изменений. Периодически вводились новые знаки отличия и различия, соответствовавшие определенному рангу. Министерство гражданской авиации СССР своим приказом 1977 года утвердило «Правила ношения форменной одежды работников гражданской авиации». Согласно новым правилам были ясно определены знаки различия для высшего, старшего, среднего и младшего начальствующего состава гражданской авиации (всего 16 должностных категорий), отображенных в табеле наплечных знаков различия.
Для различных категорий на погонах использовались галуны (полоски) серебряного или золотого цвета, установленной ширины (широкие, средние и узкие). Единая форма различия персонала гражданской авиации перестала существовать после распада Советского Союза. В итоге регламент ношения формы одежды работников ГА перестал существовать, а вместе с ним исчезли и утверждённые знаки отличия. Множество новых коммерческих авиакомпаний стали заказывать форменную одежду для своих сотрудников у разных производителей, используя собственные внутренние правила.
На сегодняшний день в гражданской авиации РФ нет единой формы лётного состава. Однако, на законодательном уровне, авиакомпании придерживаются старой международной традиции, идущей от пассажирского морского флота. Именно там впервые появились четыре капитанских полоски и три полоски первого помощника. Эти знаки отличия чаще всего наносились на рукавах, реже и на погонах.
Таким образом, авиакомпании стали придерживаться следующих отличий:
- галуны (полоски) на погонах серебряного цвета у наземного персонала, золотого цвета у лётно-подъемного состава и диспетчеров;
- командир воздушного судна (КВС) носит 4 галуна;
- помощник КВС (второй пилот), штурман самолета и бортинженер носит 3 галуна;
- бортпроводник, авиадиспетчер и представитель авиакомпании носит 2 галуна[3].

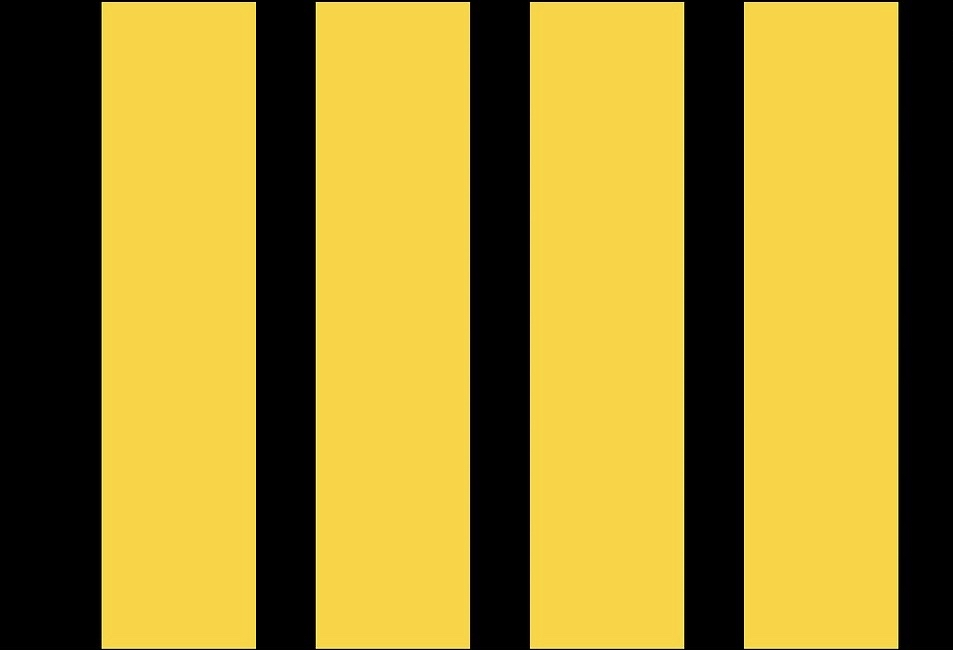
Современный погон (эполет) с четырьмя полосками золотого цвета командира воздушного судна (КВС), капитана.
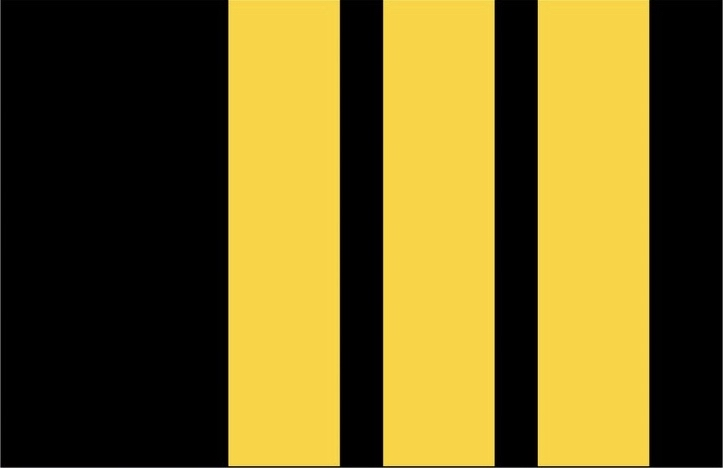
Современный погон (эполет) с тремя полосками золотого цвета помощника командира воздушного судна (второго пилота), штурмана самолета и бортинженера.

## В фольклоре
Часто употребляемая поговорка о вторых пилотах: «Наше дело правое — не мешать левому» (командир корабля обычно сидит слева) — характеризует ситуацию, в которой командир корабля сам осуществляет бо́льшую часть пилотирования, и второй пилот не растёт как лётчик.